# Các hoạt động bên lề của Twice
Danh sách các hoạt động bên lề mà nhóm nhạc Twice đã tham gia, Twice là một nhóm nhạc nữ thần tượng Hàn Quốc được thành lập vào năm 2015 bởi JYP Entertainment thông qua chương trình truyền hình thực tế Sixteen. Nhóm có 9 thành viên, bao gồm: Nayeon, Jeongyeon, Momo, Sana, Jihyo, Mina, Dahyun, Chaeyoung và Tzuyu.

## Chương trình thực tế
| Năm  | Tên                                         | Kênh                                 | Thành viên               | Ghi chú                                                  |
| ---- | ------------------------------------------- | ------------------------------------ | ------------------------ | -------------------------------------------------------- |
| 2015 | Sixteen                                     | Mnet                                 | Tất cả                   | Là một chương trình sống còn tuyển chọn thành viên Twice |
| 2015 | Twice TV                                    | Naver TV Cast                        | Tất cả                   | [ 1 ]                                                    |
| 2015 | Twice TV2                                   | Naver V Live                         | Tất cả                   | [ 2 ]                                                    |
| 2016 | Twice's Private Life                        | Mnet                                 | Tất cả                   | [ 3 ]                                                    |
| 2016 | Twice TV3                                   | Naver V Live                         | Tất cả                   | [ 4 ]                                                    |
| 2016 | Twice TV Begins                             | Naver V Live                         | Tất cả                   | [ 5 ]                                                    |
| 2016 | Beautiful Twice                             | Naver V Live                         | Tất cả                   | [ 6 ]                                                    |
| 2016 | Twice TV School Meal Club's Great Adventure | Naver V Live                         | Dahyun, Chaeyoung, Tzuyu | Khách mời Jeongyeon                                      |
| 2016 | Cheerful Twice                              | Naver V Live                         | Tất cả                   | Phát sóng trực tiếp                                      |
| 2016 | Twice TV Melody Project                     | Naver V Live                         | Mina, Sana               | [ 9 ]                                                    |
| 2016 | Twice TV4                                   | Naver V Live                         | Tất cả                   | [ 10 ]                                                   |
| 2017 | Twice TV5: Twice in Switzerland             | Naver V Live, MBC Every 1, MBC Music | Tất cả                   |                                                          |
| 2017 | Twice – Lost: Time                          | JTBC, Naver V Live                   | Tất cả                   |                                                          |

## Chương trình giải trí

### 2015
| Tên                              | Kênh        | Thành viên                      | Ghi chú                                                                                            |
| -------------------------------- | ----------- | ------------------------------- | -------------------------------------------------------------------------------------------------- |
| Section TV                       | MBC         | Tất cả                          | với Park Jin-young                                                                                 |
| After School Club                | Arirang TV  | Tất cả                          | Tập 184                                                                                            |
| Today's Room                     | Mnet        | Tất cả                          | [ 12 ]                                                                                             |
| Entertainment Weekly             | KBS         | Tất cả                          | |
| Pops in Seoul                    | Arirang TV  | Tất cả                          | "Pick & Talk" (Tập 3033)                                                                           |
| My Little Television             | MBC         | Momo, Sana, Mina, Tzuyu         | Tập 31, 32                                                                                         |
| People of Full Capacity          | MBC         | Dahyun                          | Tập 3 và 7                                                                                         |
| Baek Jong-won's Top 3 Chef Kings | SBS         | Tất cả                          | Tập 13                                                                                             |
| Weekly Idol                      | MBC Every 1 | Tất cả                          | Tập 228                                                                                            |
| Weekly Idol                      | MBC Every 1 | Nayeon, Dahyun, Tzuyu           | Tập 230 (Christmas Special cùng với GFriend (Yerin, Yuju, SinB) and Lovelyz (Jisoo, Kei, Sujeong)) |
| Two Yoo Project - Sugar Man      | JTBC        | Nayeon, Jihyo, Chaeyoung, Tzuyu | với Lovelyz (Mijoo, Kei, Jin, Sujeong) (Tập 11)                                                    |
| The Body Show 2                  | OnStyle     | Tất cả                          | Tập 11                                                                                             |

### 2016
| Tên                                 | Kênh        | Thành viên                                         | Ghi chú |
| ----------------------------------- | ----------- | -------------------------------------------------- | --- |
| Golden Bell Challenge               | KBS         | Tất cả                                             | Tập 800 |
| Gag Concert                         | KBS         | Nayeon, Jeongyeon, Tzuyu                           | "Comedy Idols" Tập 829, 845                                                                                                  |
| M! Countdown                        | Mnet        | Nayeon, Jihyo                                      | MC đặc biệt với JB và Yugyeom của Got7 (Tập 455), Special MC (Tập 458)                                                       |
| M! Countdown                        | Mnet        | Jeongyeon, Chaeyoung                               | MC đặc biệt (Tập 465, 466, 468)                                                                                              |
| M! Countdown                        | Mnet        | Jihyo, Mina, Dahyun                                | MC đặc biệt |
| A Look at Myself                    | KBS         | Tzuyu, Nayeon                                      | với Jackson của Got7 (Tzuyu tập 24,25,26 và Nayeon Tập 27)                                                                   |
| Baek Jong-won's Top 3 Chef Kings    | SBS         | Tất cả                                             | Tập 21, 27 |
| Baek Jong-won's Top 3 Chef Kings    | SBS         | Nayeon, Momo, Dahyun, Tzuyu                        | Tập 36 |
| Baek Jong-won's Top 3 Chef Kings    | SBS         | Dahyun, Chaeyoung                                  | |
| You Hee-yeol's Sketchbook           | KBS         | Tất cả                                             | Tập 304 |
| You Hee-yeol's Sketchbook           | KBS         | Tất cả                                             | Tập 333 |
| Same Bed, Different Dreams          | SBS         | Nayeon, Dahyun                                     | Tập 38 |
| Same Bed, Different Dreams          | SBS         | Jihyo, Tzuyu                                       | Tập 43 |
| Same Bed, Different Dreams          | SBS         | Dahyun                                             | Tập 51 |
| Same Bed, Different Dreams          | SBS         | Jeongyeon, Sana                                    | Tập 53 |
| Same Bed, Different Dreams          | SBS         | Sana, Mina, Chaeyoung, Tzuyu                       | Tập 61 |
| The Boss is Watching                | SBS         | Tất cả                                             | Lunar New Year Special |
| King of Mask Singer                 | MBC         | Nayeon                                             | Khách mời (Tập 45, 46, 49, 50)                                                                                               |
| King of Mask Singer                 | MBC         | Chaeyoung, Tzuyu                                   | Khách mời (Tập 61) |
| King of Mask Singer                 | MBC         | Jihyo                                              | Thí sinh (Tập 69) thể hiện "You hold me, Little Ghost"                                                                       |
| King of Mask Singer                 | MBC         | Dahyun, Tzuyu                                      | Tập 83 |
| We Are Siblings                     | KBS         | Jeongyeon                                          | với Gong Seung-yeon |
| Muscle Queen Project                | KBS         | Jeongyeon                                          | Lunar New Year Special |
| Idol Star Athletics Championships   | MBC         | Tất cả                                             | [ 26 ] |
| God's Voice                         | SBS         | Nayeon, Mina, Chaeyoung                            | [ 27 ] |
| Gold Medal Duty                     | KBS         | Nayeon, Jeongyeon, Dahyun                          | Lunar New Year Special |
| We Kid                              | Mnet        | Jihyo, Mina                                        | |
| Real Men: Female Special            | MBC         | Dahyun                                             | Mùa 4 |
| Radio Star                          | MBC         | Nayeon                                             | Tập 468 |
| Star King                           | SBS         | Tất cả                                             | Tập 441, 447, 449 |
| Weekly Idol                         | MBC Every 1 | Dahyun                                             | MC thường xuyên, "Idol is the Best" segment                                                                                  |
| Weekly Idol                         | MBC Every 1 | Tất cả                                             | Tập 249, 261, 262 (5th Anniversary Special với Got7, BTOB và GFriend), 274                                                   |
| The Ultimate Voice                  | SBS         | Jihyo, Tzuyu                                       | [ 33 ] |
| Cool Kiz on the Block               | KBS2        | Tất cả                                             | Tập 157 |
| Comedy Big League                   | TvN         | Dahyun, Tzuyu                                      | Tập 169 |
| Sister's Slam Dunk                  | KBS2        | Tất cả                                             | Tập 6 |
| Immortal Songs 2                    | KBS2        | Tất cả                                             | Tập 252 |
| Vitamin                             | KBS2        | Jeongyeon, Momo, Jihyo, Mina, Tzuyu                | Tập 631 |
| Knowing Bros                        | JTBC        | Tất cả                                             | Tập 27 |
| Show! Music Core                    | MBC         | Sana                                               | Special MC với Jungkook (BTS) cùng với MC thường xuyên Kim Min-jae và Kim Sae-ron                                            |
| Inkigayo                            | SBS         | Nayeon, Tzuyu                                      | Special MC với Kihyun và Minhyuk (Monsta X) (Episode 866)                                                                    |
| Inkigayo                            | SBS         | Jeongyeon                                          | Permanent MC với Gong Seung-yeon và Kim Min-seok                                                                             |
| Law of the Jungle                   | SBS         | Jeongyeon                                          | Law of the Jungle tại New Caledonia, Dàn nhân vật chính                                                                      |
| Running Man                         | SBS         | Tất cả                                             | với Yeo Jin-goo (Tập 302) |
| Please Take Care of My Refrigerator | JTBC        | Jeongyeon, Tzuyu                                   | Tập 84, 85 |
| We Will Eat Well                    | JTBC        | Dahyun, Tzuyu                                      | Với Seulgi (Red Velvet), Jun Hyoseong (Secret), Kyungri (9MUSES), Namjoo (Apink), Jiho (Oh My Girl) và Mina (I.O.I, Gugudan) |
| We Will Eat Well                    | JTBC        | Jeongyeon, Momo                                    | Với Jinwoon (2AM) và Mina (I.O.I, Gugudan)                                                                                   |
| Duet Song Festival                  | MBC         | Jihyo, Tzuyu                                       | Khách mời (Tập 11) |
| The Show                            | SBS MTV     | Momo, Chaeyoung                                    | Special MC với Heechul của (Super Junior) cùng với MC thường xuyên Zhou Mi (Super Junior-M) @Suwon Kpop Super Concert        |
| Happy Together                      | KBS2        | Sana                                               | Tập 457 với Henry (Super Junior-M), John Park, Kangnam (M.I.B), Sorn (CLC) và Cheng Xiao (Cosmic Girls)                      |
| Happy Together                      | KBS2        | Jihyo, Tzuyu                                       | Tập 458 với Hong Seok-cheon, Wax, Son Dae-sik và Park Tae-yun                                                                |
| DISCO                               | SBS         | Chaeyoung, Tzuyu                                   | [ 45 ] |
| The Return of Superman              | KBS         | Nayeon, Sana, Jihyo                                | Tập 142 (meet Seoeon and Seojun)                                                                                             |
| Flower Crew                         | SBS         | Nayeon, Dahyun                                     | Khách mời đặc biệt |
| Flower Crew                         | SBS         | Nayeon, Momo                                       | Khách mời đặc biệt cùng với Heechul(Super Junior)                                                                            |
| 2 Days & 1 Night                    | KBS2        | Tất cả trừ Momo                                    | Tập 135 |
| Real Men                            | MBC         | Tất cả                                             | Khách mời đặc biệt (Tập 171)                                                                                                 |
| Idol Chef King                      | MBC         | Momo, Sana, Jihyo, Dahyun                          | Chuseok Special |
| Replies That Make Us Flutter        | MBC         | Dahyun                                             | |
| Hello Counselor                     | KBS2        | Nayeon, Sana                                       | Tập 296 |
| Trick & True                        | KBS2        | Jeongyeon, Sana, Jihyo                             | |
| People Looking for Laughter         | SBS         | Nayeon, Jeongyeon, Jihyo, Dahyun, Chaeyoung, Tzuyu | |
| Saturday Night Live Korea           | TvN         | Tất cả                                             | |
| Oh My God! Tip                      | MBC MBig TV | Nayeon                                             | Web series |
| Weekly Idol                         | MBC Every 1 | Tất cả                                             | Tập 274 |
| After School Club                   | Arirang TV  | Tất cả                                             | [ 51 ] |
| Radio Star                          | MBC         | Jeongyeon, Sana                                    | |

## Quảng cáo
| Năm  | Sản phẩm                            | Loại               | Thành viên               | Ghi chú            |
| ---- | ----------------------------------- | ------------------ | ------------------------ | ------------------ |
| 2015 | Skoolooks                           | Đồng phục          | Tất cả                   | vớiPark Jin-young. |
| 2015 | LG U+ LTE Me                        | Điện thoại         | Nayeon, Jeongyeon, Tzuyu | [ 54 ] [ 55 ]      |
| 2015 | LG Uplus Dualphone Y6               | Điện thoại         | Tzuyu                    | [ 56 ]             |
| 2015 | LG Uplus Raybeam Projecter          | Máy chiếu          | Tzuyu                    |                    |
| 2015 | Blue Sky «Snoopy The Peanuts        | Phim               | Tất cả                   |                    |
| 2015 | NEXON Elsword                       | Game               | Tất cả                   | [ 57 ]             |
| 2015 | K Milk                              | Chiến dịch sữa     | Tất cả                   |                    |
| 2015 | KB Kookmin Card                     | Thẻ tín dụng       | Tất cả                   | [ 58 ]             |
| 2015 | CJ CGV                              | Rạp phim           | Tất cả                   |                    |
| 2015 | Redcettu                            | Túi xách           | Tất cả                   |                    |
| 2015 | Innisfree Intense Foundation        | Mỹ phẩm            | Tất cả                   |                    |
| 2016 | NEXON Sudden Attack                 | Game               | Tất cả                   |                    |
| 2016 | Naver Pholar                        | PhotoBlog          | Tzuyu, Sana              |                    |
| 2016 | I.Seoul.U                           | Seoul              | Tất cả                   | với Nichkhun 2PM   |
| 2016 | LG Household & Health Care (TOMARU) | Mỹ phẩm            |                          |                    |
| 2016 | NBA Style Korea                     | Quần áo            | Tất cả                   | với GOT7           |
| 2016 | ARENA                               | Quần áo            | Tất cả                   |                    |
| 2016 | Dunkin Donuts Cheer Up Set          | Thực phẩm          | Tất cả                   |                    |
| 2016 | GolfZon                             | Công ty Golf       | Tất cả                   |                    |
| 2016 | Gamaro Chicken                      | Thực phẩm          | Tất cả                   |                    |
| 2016 | NEXON Legion of Heroes              | Game               | Tất cả                   |                    |
| 2016 | KakaoTalk Emoticon                  | Ứng dụng           | Tất cả                   |                    |
| 2016 | Spris                               | Giày               | Tất cả                   |                    |
| 2016 | Samsung Soundcamp                   | Ứng dụng           | Tất cả                   |                    |
| 2016 | Lotte Free Duty                     | Cửa hàng           | Tất cả                   |                    |
| 2017 | Otsuka Pocari Sweat                 | Thức uống thể thao | Tất cả                   |                    |
| 2017 | LGV30                               | Điện thoại         | Tất cả                   |                    |
| 2017 | NEXON (Sudden Attack)               | Game               | Tất cả                   |                    |
| 2017 | NEXTMOVE (MMORPG Lost Tale)         | Game               | Tất cả                   |                    |
| 2017 | MLB                                 | Quần áo            | Tất cả                   |                    |
| 2017 | GiGa VR Zone                        | Du lịch            | Tất cả                   |                    |
| 2017 | SK Planet (11th Street)             | Shopping online    | Tất cả                   |                    |
| 2018 | MLBKOREA                            | nón                | tất cả                   | [ 59 ]             |

## Tạp chí

### Năm 2015
- ELLE số phát hành tháng 11
- THE STAR (Red Cettu) số phát hành tháng 11
- CéCi số phát hành tháng 12

### Năm 2016
- HIGH CUT (Innisfree) Vol. 165 số phát hành
- NYLON (Red Cettu) số phát hành tháng 3
- GQ Korea số phát hành tháng 4
- Oh Boy! Vol.67 số phát hành tháng 5
- HIGH CUT (ARENA) Vol. 173 phát hành số
- CéCi số phát hành tháng 6
- Singles (ARENA) số phát hành tháng 7
- CéCi (SPRIS) số phát hành tháng 9
- HIGH CUT Vol.182 số phát hành 22 tháng 9 - 5 tháng 10
- Oh Boy! Vol.72 số phát hành tháng 11
- Cosmopolitan số phát hành tháng 12

### Năm 2017
- CéCi số phát hành tháng 4
- @star1 Vol.63 số phát hành tháng 6

### Năm 2018
- CéCi số phát hành tháng 5
- Marie Claire Korea số phát hành tháng 8
- Oh Boy! Vol.092 số phát hành tháng 11

### Năm 2019
- Allure Korea số phát hành tháng 5

### Năm 2020
- Harper's Bazaar Korea số phát hành tháng 7